# Distrito de Uchiza
Uchiza es uno de los seis distritos que conforman la Provincia de Tocache en el Departamento de San Martín en el Perú.

## Historia
El distrito fue creado mediante ley Nº 1595, el 21 de octubre de 1912, en el gobierno del presidente Guillermo Billinghurst.

## Clima
| Parámetros climáticos promedio de Uchiza | Parámetros climáticos promedio de Uchiza | Parámetros climáticos promedio de Uchiza | Parámetros climáticos promedio de Uchiza | Parámetros climáticos promedio de Uchiza | Parámetros climáticos promedio de Uchiza | Parámetros climáticos promedio de Uchiza | Parámetros climáticos promedio de Uchiza | Parámetros climáticos promedio de Uchiza | Parámetros climáticos promedio de Uchiza | Parámetros climáticos promedio de Uchiza | Parámetros climáticos promedio de Uchiza | Parámetros climáticos promedio de Uchiza | Parámetros climáticos promedio de Uchiza |
| Mes                                      | Ene.                                     | Feb.                                     | Mar.                                     | Abr.                                     | May.                                     | Jun.                                     | Jul.                                     | Ago.                                     | Sep.                                     | Oct.                                     | Nov.                                     | Dic.                                     | Anual                                    |
| ---------------------------------------- | ---------------------------------------- | ---------------------------------------- | ---------------------------------------- | ---------------------------------------- | ---------------------------------------- | ---------------------------------------- | ---------------------------------------- | ---------------------------------------- | ---------------------------------------- | ---------------------------------------- | ---------------------------------------- | ---------------------------------------- | ---------------------------------------- |
| Temp. media (°C)                         | 24.6                                     | 24.5                                     | 24.6                                     | 24.4                                     | 24.1                                     | 23.4                                     | 23.5                                     | 23.6                                     | 24                                       | 24.2                                     | 24.6                                     | 24.7                                     | 24.2                                     |
| Temp. mín. media (°C)                    | 18.8                                     | 18.8                                     | 18.8                                     | 18.6                                     | 18.1                                     | 17                                       | 16.9                                     | 16.9                                     | 17.5                                     | 17.9                                     | 18.5                                     | 18.8                                     | 18.1                                     |
| Fuente: climate-data.org                 |                                          |                                          |                                          |                                          |                                          |                                          |                                          |                                          |                                          |                                          |                                          |                                          |                                          |

Uchiza, altitud, situada a 544 msnm, .

## Toponimia
Uchiza se desprende de dos vocablos cholones: Ut, significa candela o fuego y chipzan, vienen juntos. Ut-chipzan, vienen junto a la candela. Para transportar candela usaban la flor de la shapaja al que denominaron Uchina.
La Uchina, es una fibra natural que al ser encendida con fuego demora en quemar y produce abundante humo. Hace mención, a una rocopa o flor del árbol de Shapaja. La Uchina, abundaba y existe hasta la actualidad en la parte baja del caserío de río Uchiza y el centro poblado de Santa Rosa de Shapaja.
La Uchina, servía a los nativos para conservar el fuego, ahuyentar a los zancudos y mosquitos durante la caza y la pesca o en los desplazamientos migratorios que realizaban con la finalidad de ubicar mejores áreas para la subsistencia. Debido a la ubicación y la abundancia de la Uchina, los nativos para orientarse en la densa selva pusieron al río que divide al valle como Uchiza.

## Primeros habitantes

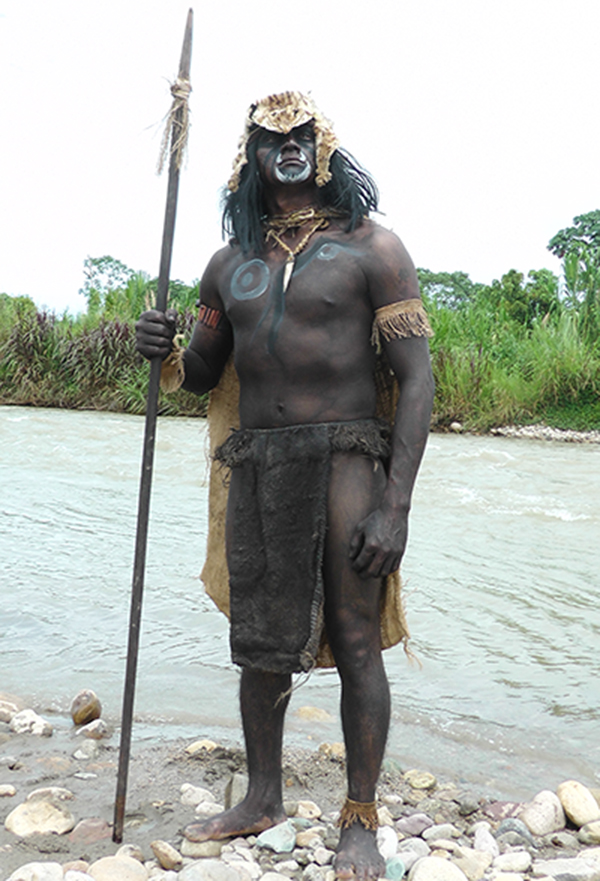
Nativo selvático de la nación de los cholones, fundador de Uchiza junto al padre Sobreviela.

Los primeros en poblar la selva posiblemente fueron los Tupi-Guaraníes desde Colombia posteriormente los Arahuac, los Caribes desde Brasil y los Chontaquiros. Estos grupos étnicos llegaron a Uchiza por el río Amazonas llegando así al río Huallaga. Los datos más precisos se obtuvieron en el convento de Santa Rosa de Ocopa: Con la llegada de las misiones evangelizadoras los padres descubren a los Cholones.

## El Cholón

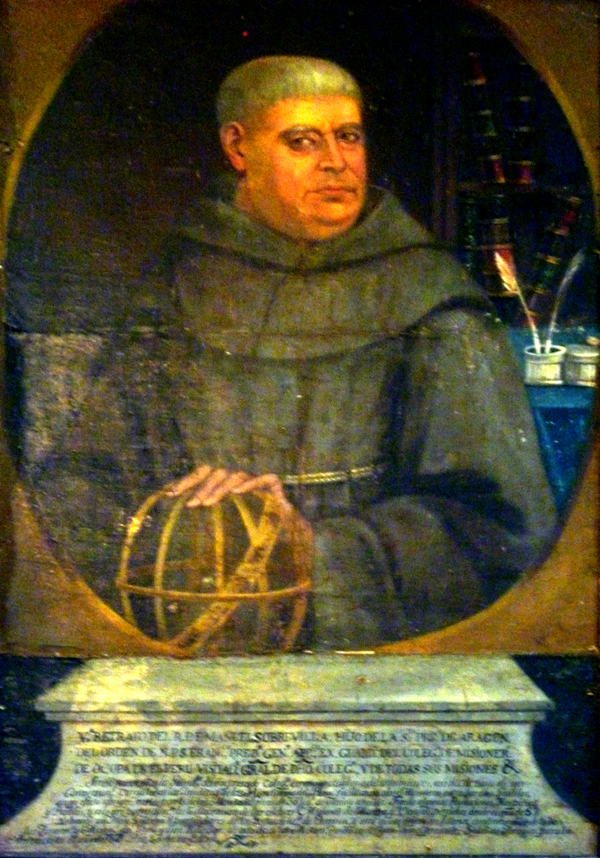
Padre Fray Manuel Sobrevilla. Fundador de Uchiza en el año 1791. Imagen obtenida del Convento de Ocopa.

El Cholón, perteneció a una comunidad nativa selvática que habitó el extenso valle del río Huallaga y parte del Chontayacu, dueño de una raza muy particular que no estaba emparentada con otras etnias, pero si mantuvo contacto con los hibitos y los tepquis; tenía un dialecto propio que posteriormente el padre fray Pedro de la Mata la denominó “El arte de la lengua cholona”.

### Características
De buena estatura, inteligente, sano; la pigmentación de la piel era más oscura que de los nativos de la sierra, se pintaba el cuerpo con la Jagua o Huito para mimetizarse en la espesura de la selva tratando de imitar al puma negro, por su habilidad de asechar y matar durante la caza.
Durante la caza en el bosque llevaban un arco con flecha y la temible “Pucuna”. Mientras que para la guerra, añadían al rostro líneas blancas con ojos y dientes agrandados, esta pintura era disuasiva y hacía temer al enemigo.
A continuación una importante descripción que hacen los padres evangelizadores de los cholones.
“Los indios cholones son corpulentos, de buenas facciones, trabajadores; y su ordinario ejercicio es la labranza de sus chácaras, la caza y la pesca. Las mujeres se ejercitan en el cultivo del algodón, en traer de las chácaras lo necesario para el sustento de su familia, hilar y tejer para sí y sus hijos el vestuario, que es de algodón. Los indios Hibitos son menos corpulentos y más afeminados, y sus indias son más hermosas, aseadas y liberales que la de los indios cholones”. Izaguirre, Bernardino 1922-29. Historia de las misiones franciscanas y narración de los progresos de la geografía en el oriente del Perú, 1619-1921. Lima.
Los Hibitos, etnia vecina de los Cholones se asentaron por el valle del río Huayabamba y sus afluentes, se pintaban el cuerpo con achiote, para dar una tonalidad rojiza que simboliza sangre y guerra.

## Historia de la fundación de Uchiza
Uchiza al momento de la fundación, adopta el nombre del río Uchiza que se ubica en la margen derecha del río Huallaga justo en el encuentro de los dos ríos. Ese importante lugar se llama ahora “Uchiza viejo”. Uchiza viejo, tiene una historia que se remonta a los inicios de la llegada de los padres evangelizadores.
El Padre Fray Sobreviela en los viajes que hacía desde Huánuco, hacia los pueblos de Pampa Hermosa, Sión, el Valle, Jesús de Pajatén y otros.
Bajaban en canoas conducidas por nativos del sector del río Monzón afluente del Huallaga. En el recorrido, describían los lugares y ríos que desembocaban en el Huallaga con la finalidad de mantener una mejor orientación. En el proceso de inventariar a los ríos, anotaron uno que en el futuro sería parte de la historia y hacemos mención al río “Uchiza”.
El Padre Fray Sobreviela, para explorar la navegación del Huallaga, y establecer una ruta hacia este sector, desde el año 1787 había iniciado la tarea de abrir un camino para unir a la sierra con la selva. El padre Sobreviela, hizo el siguiente apunte y luego el ilustre Hipólito Unanue publicó en el “Mercurio Peruano”.
“…Hasta el 8 se empleó el padre Sobreviela en el mismo asunto que en playa Grande, y en ver el modo de acercar la población a las riveras del Huallaga, y formar otra nueva más arriba en el tingo de Uchiza, para que en todo el curso del Huallaga encontrase el navegante habitaciones en donde reposar diariamente”.
El Mercurio Peruano, págs. 35 al 39; publicación del año 1791.
Así mismo en el año 1790, escribió:
“Para facilitar la navegación y comercio por el río Huallaga, en las inmediaciones del río debían formarse algunos pueblos nuevos en proporcionadas distancias para que haya en que descansar y surtirse de lo necesario: se me presentaron con este motivo 16 familias, luego se establecieron voluntariamente y gustosos en un sitio llamado Uchiza”.

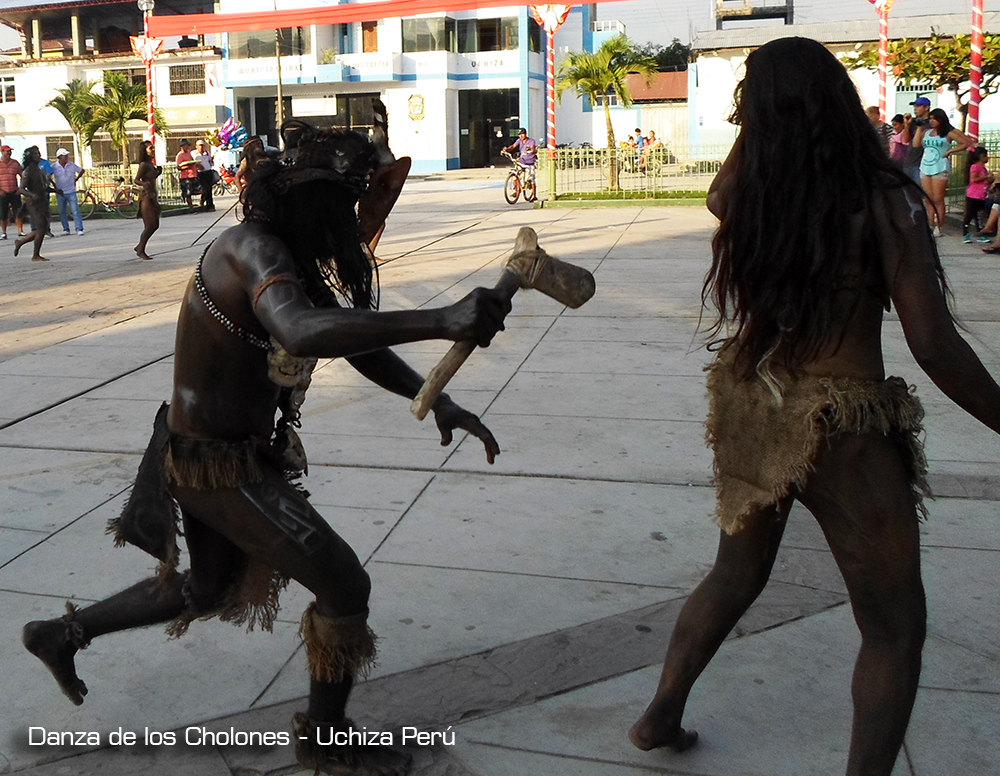

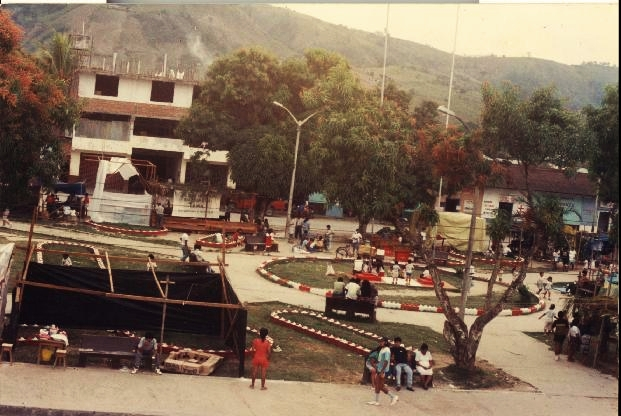
Plaza antigua.

Desde que el padre Sobreviela planificó la fundación de Uchiza, las familias voluntarias de Pampa Hermosa, se trasladaron hasta el tingo de río Uchiza y planificaron acciones de trabajo con la finalidad de realizar el acondicionamiento necesario para la construcción de las casas que albergarían a sus familias y a los visitantes o viajeros.
Las 16 familias que estaban trabajando en sus chacras, iniciaron los trabajos en el verano del año 1790. Su misión fue ubicar el lugar estratégico e iniciar la tumba de bosques para el nuevo pueblo. Pero las constantes inundaciones hicieron que los pobladores de Uchiza emigren a las orillas del río Chontayacu en “Pueblo viejo” (Cruz Pampa). Muestra de ello, es la existencia de los cimientos de la primera iglesia de tapial. Otro de los problemas fue el virus de la viruela, una enfermedad que afectaba mortalmente a los nativos e hizo desplazarse de ese lugar hacia donde actualmente es Uchiza.
DANZA DE LOS CHOLONES Y LA UCHINA
UCHINA": En dialecto Cholón: UT significa candela o fuego. Chipzan, vienen juntos. UT-CHIPZAN = UCHIZA.
UCHINA": En dialecto Hibito: UCCHE significa fuego. IZA, término posiblemente de Lugar
Para la guerra, pescar o cazar en las noches, los cholones portaban un instrumento importante y útil, “La Uchina”, que es parte de la inflorescencia seca de la Shapaja, conocida palmera de nuestra selva amazónica, de ella se extrae un tejido esponjoso, fibroso, de color marrón, que se utiliza como ahumador para ahuyentar a los zancudos, también en los ritos nativos para alejar a los malos espíritus, y por los curanderos para cortar las dietas. También se reporta por los relatos de antiguos lugareños y por las crónicas de los historiadores que estos aborígenes se pintaban todo el acuerdo de color azul oscuro, tinte que extraían de la “jagua” o “huito”, planta oriunda de estas tierras, con el propósito de camuflarse o mimetizarse en la montaña ocultándose y defendiéndose de sus enemigos y, por otro lado, facilitar el ataque en las batallas tribales.

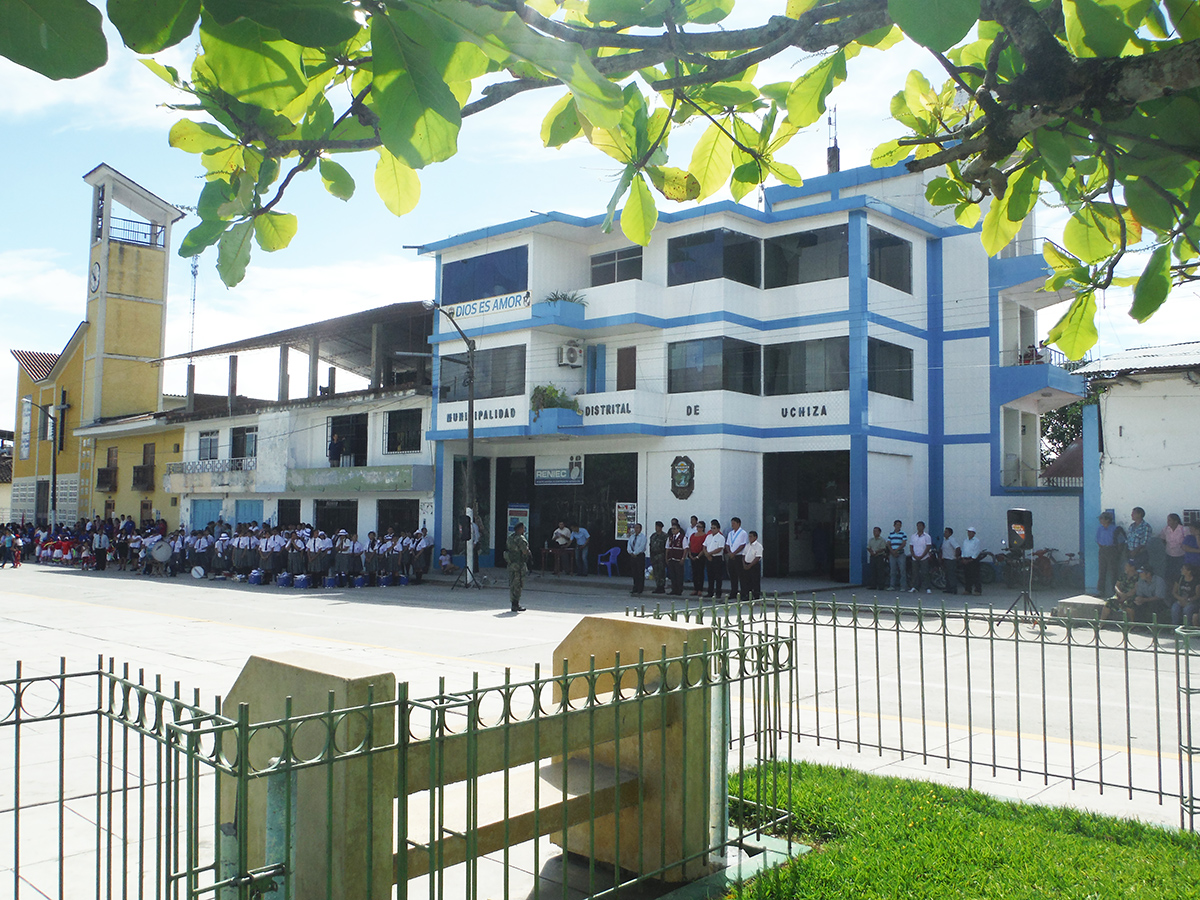
Vista del palacio municipal.

“…Se pintan la cara y el cuerpo con el fruto del Huito o Jagua (Genipa oblongifolia, Ruiz et Pavon) o también con achiote (Bixa Orellana, Lin.)”.
Danzan pintados con la jagua, portando una uchina junto a sus armas, el shollento acompaña el paso de los guerreros que beben masato hasta embriagarse.

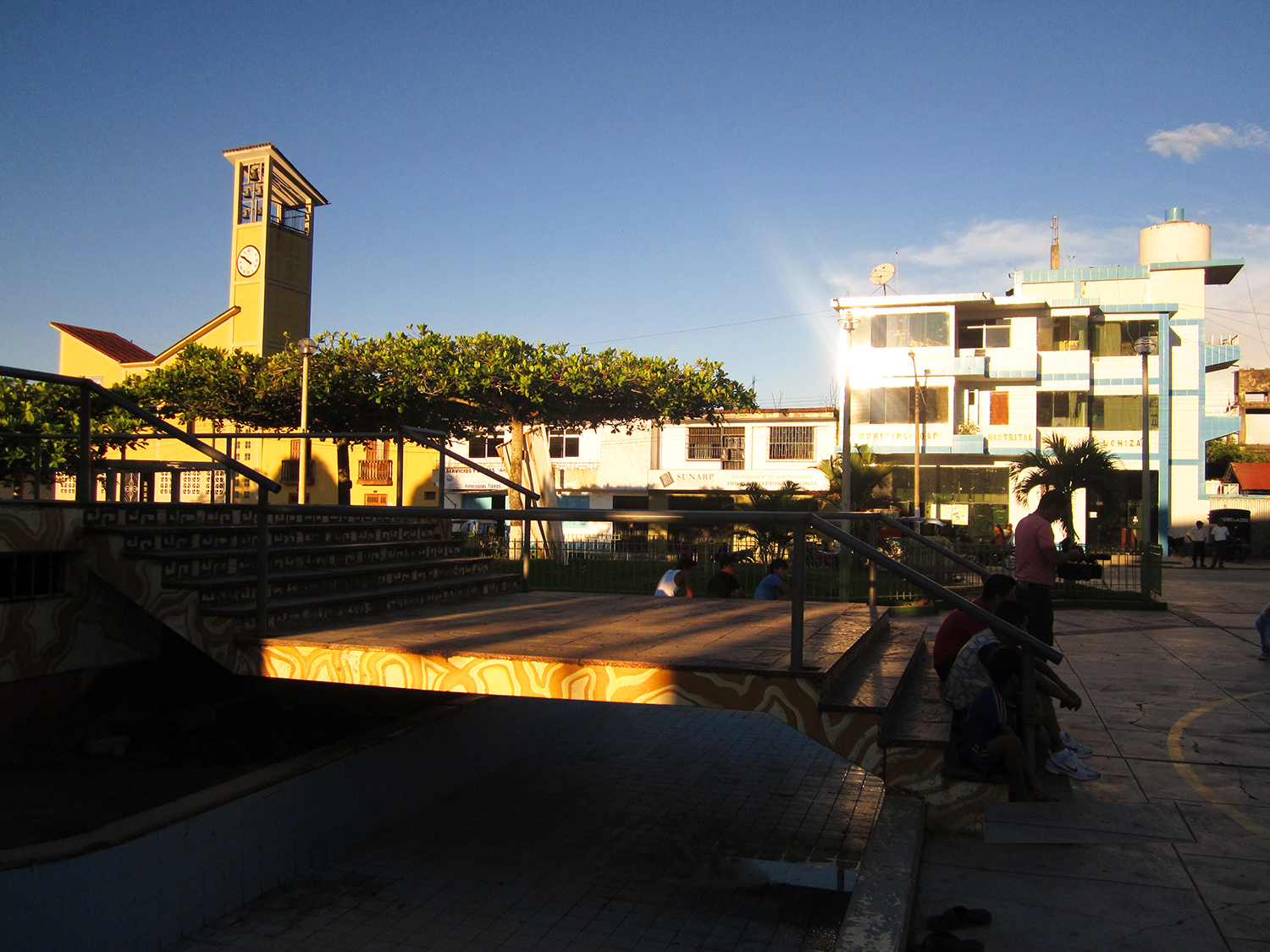
Atardecer en Uchiza.

(Shollento, instrumentos musicales de viento y percusión, que buscaban imitar el sonido de las aves y al otorongo).
En honor a la Uchina, la nación cholona pone el nombre al río que se ubica en la margen derecha como Uchina, posteriormente llegan los españoles y los padres franciscanos durante la evangelización registran en el primer mapa como río Uchisa. En el proceso de fundación del nuevo pueblo queda registrado con el nombre de Uchiza. 1791. Los cholones antes de ser evangelizados eran considerados belicosos.
Aquí una descripción de los cronistas: “Los indios que habitan las orillas del Huallaga y que forman los distritos de Tingo María Uchiza y Pachiza, pertenecen a dos naciones distintas, las que fueron reducidas en 1676. Antes de esta época vivían en estado de barbarie haciendo sus invasiones en la vecina provincia de Pataz, principalmente en los pueblos de Contumarca y Collaí, a donde todavía se conserva la tradición. Estas dos naciones se conocen con los nombres de cholones y de hibitos”.
Los cholones como nación habitaron la majestuosa selva del alto Huallaga, desde el río Mishollo, hasta el río Santa Marta afluente del río Monzón y desde la cordillera azul hasta la cordillerra oriental; fueron guerreros que frenaron el avance del inca Túpac Yupanqui que buscaba expandir el imperio del Tawantinsuyo hacia el oriente, así mismo, destruyeron pueblos como condormarca, el collay y el antiguo pueblo de Huacrachuco como un acto de hostilidad para expulsar al invasor español.
| https://issuu.com/josuelopezcumapa/docs/uchiza__historia_de_su_fundacion |
| --- |
| Published on May 17, 2015 EL PRIMER LIBRO DE UCHIZA QUE DESCRIBE AL NATIVO SELVÁTICO CHOLÓN, LOS PADRES FRANCISCANOS Y NARRA EL PROCESO DE FUNDACIÓN DEL HISTÓRICO PUEBLO DE UCHIZA. UCHIZA, CIUDAD DE PAZ Y VIDA, NACIÓN DE LOS CHOLONES. Clic aquí para leer todo el libro: https://issuu.com/josuelopezcumapa/docs/uchiza__historia_de_su_fundacion |

## Cronología
Durante la expansión del imperio de los Incas, Uchiza así como otras partes de la selva era un lugar impenetrable por la ferocidad de los nativos selváticos que habitaban en todo el valle del Alto Huallaga. Después de varios intentos de los incas para ingresar a la selva. Se vieron obligados a conquistar otras naciones.
En el año 1790, los primeros pobladores vinieron de Pampa Hermosa, poblado que se encontraba entre los ríos Challuayacu y Mishollo. Pampa Hermosa era una REDUCCIÓN de la etnia CHOLÓN que estaba administrado por los padres franciscanos. Fueron 16 familias Cholonas voluntarias que apoyaron la decisión del padre fray Manuel Sobreviela para fundar un nuevo pueblo en el Tingo de Río Uchiza. (Tingo significa encuentro). Encuentro de dos ríos. Fuente: Historia de las misiones franciscanas en el oriente del Perú.
En agosto de 1791 se concretiza la fundación bajo la dirección del padre fray Manuel Sobreviela, en la desembocadura del río Uchiza. Las constantes inundaciones del río Uchiza y la epidemia de la viruela hacen que se desplacen a Cruzpampa (pueblo viejo). En este lugar se dieron problemas similares por lo que tuvieron que trasladarse a su actual ubicación.
- 1791 FUNDACIÓN DE UCHIZA, Uchiza se funda el 4 de agosto en la desembocadura del río Uchiza como un caserío católico anexado al virreinato del Perú representado por Francisco Gil de Taboada y Lemos; y, a la corona española de Carlos IV.
- 1791 SANTO DOMINGO DE GUZMÁN, padre Francisco Aranda, oficializa como patrono de Uchiza a Santo Domingo De Guzmán.
- 1791 El ilustre peruano Hipólito Unanue, publica los preparativos de la fundación en el MERCURIO PERUANO.
- 1802. Uchiza es reubicado a Ipshuma (hoy Cruzpampa) por las continuas inundaciones de los ríos Huallaga y Uchiza, así como por las enfermedades del Sarampión y la Viruela.
- 1811. En julio de 1811, el Ilustrísimo Obispo Rangel, trasladó el pueblo al sitio en que está actualmente, a pedido de los mismos habitantes de Uchiza asentados en Ipshuma, para evitar las continuas inundaciones de que eran víctimas por los ríos Ipshuma y Chontayacu.
- 1912 La creación del distrito fue el 21 de octubre de 1912, junto al distrito de Cholón y la provincia de Marañón. siendo Presidente de la República don Guillermo E. Billintgurst.
- 1912-1918 El primer alcalde fue don Ruperto Ríos Chistama y el primer Párroco fue Lison Lizet.
- 1933 se diseñó la primera plaza de armas de Uchiza.
- Uchiza se fue convirtiendo en un polo de desarrollo por razones económicas, cientos de personas engrosaron su población debido al auge de la cascarilla, el barbasco y la shiringa que se exportaban a Estados Unidos y Europa.
- 1940 se construye el aeródromo en el caserío de Pampayacu.
- 1942 se instaló en el caserío de Pampayacu, la primera planta de maceración de cocaína.
- 1978 se declara ilegal la siembra y comercialización de la hoja de coca.
- 1978 - 1980 ingresa la empresa agro industrial PALMAS DEL ESPINO S.A. Se construye la carretera Pueblo Libre, Santa Lucía, Nueva Unión- Porongo (carretera Marginal) Y la balsa cautiva sobre el río Huallaga.
- 1982 En enero se produce un aluvión originada en la parte alta del río Chontayacu, Con un saldo aproximado de 200 personas desparecidas y 33 muertos.
- 1985 Con la abundancia de la hoja de coca, empieza el auge del narcotráfico y por lo tanto la ficticia bonanza económica. La economía de Uchiza se dolarizó.
- 1989. El 27 de marzo de 1989 el puesto policial de Uchiza fue atacado por varios centenares de terroristas de Sendero Luminoso, a consecuencia de lo cual murieron diez efectivos policiales. Tres de los oficiales fueron asesinados después de ser sometidos a un “juicio popular”. Posteriormente los atacantes sustrajeron armas del puesto policial y saquearon diversas dependencias bancarias y comerciales de la localidad. La Comisión de la Verdad y Reconciliación sostiene que los atacantes violaron los derechos humanos de efectivos policiales y población civil.
- 1990 empieza la erradicación de los cultivos de coca con la utilización de hongos los cuales hacen que la planta se seque y no vuelva a crecer.
- 1992 el gobierno interviene los aeropuertos de la selva, perjudicando al narcotráfico. Sendero luminoso inicia la retirada. Ese mismo año, se crea el Instituto Superior Pedagógico San Martín (hoy, ISPE - Uchiza)
- 1998, la tarde del 28 de mayo transcurría con aparente normalidad en Uchiza. De pronto, a las 3 y 55 un grupo de 30 senderistas ingresaron a la Plaza de Armas en tres camionetas, con la finalidad de saltar al Banco de la Nación. Murieron 03 personas que estaban en la cola para ser atendidos, 01 senderista y 01 policía. Jesús Espinoza León (46) profesor y secretario del SUTEP en Uchiza, murió al instante, al igual que los estudiantes Ceriño Herrada Valverde (16) y Giuliana Fasabi (17).
- El 2012 se culmina la carretera de Uchiza a Huacrachuco, con la participación de los alcaldes y gobernadores. Ruta nacional 12 A conocida también como INTER OCEÁNICA porque unirá el Pacífico con el Atlántico; Perú - Brasil.
- El 2012 se conmemoró 222 años de fundación y 100 años de creación política del distrito de Uchiza, siendo alcalde de Uchiza, el Médico Veterinario José Luis Escalante Mosquera. Ese mismo año, reconocido arqueólogo peruano Federico Kauffman Doig, realiza el primer estudio a los petroglifos de Chontayacu.
- 2015, se imprime el primer libro que narra el proceso histórico de fundación de Uchiza. "UCHIZA, HISTORIA DE SU FUNDACIÓN"
- 2016, se inicia la construcción del colegio Emblemático César Vallejo. Fallece el exalcalde Heraclio Ruiz
- 2017, el 2 de julio, Instituto Superior de Educación Público de Uchiza, celebra Bodas de Plata con la condecoración a y reconocimiento a personas ilustres.
- 2018, el 7 de octubre, es elegida Doli Consuelo Gonzáles Fernal, de la agrupación política Nueva Amazonía. Convirtiéndose así en la primera mujer en llegar a la alcaldía.

## Geografía humana
En este distrito de la Amazonia peruana habitan los descendientes de la nación cholona, grupo arte de la lengua cholona, autodenominados cholones.

## Autoridades

### Municipales
- 2019 - 2022[5]
  - Alcalde: Doli Consuelo Gonzáles Fernal, de Nueva Amazonía.
  - Regidores:

  1. Juan Amasifuén Paredes (Nueva Amazonía)
  2. Nilda Benancio Caballero (Nueva Amazonía)
  3. Wilson Cabrera Candiote (Nueva Amazonía)
  4. Rosvit Diana Montano Ríos (Nueva Amazonía)
  5. Franklin Saldaña Ramírez (Unión por el Perú)

## Potencial turístico
Uchiza es un lugar privilegiado por su geografía, sus recursos naturales y especialmente por su potencial turístico que ahora exponemos al mundo, es considerada la capital turística y cultural del alto Huallaga. Cuenta con hermosos paisajes, cascadas, cataratas, lagunas y petroglifos que hacen de esta ciudad un lugar atractivo para visitar. En muy poco tiempo, el turismo será una de las actividades económicas y culturales más importantes con las que puede contar el distrito de Uchiza.
Uchiza cuenta con muchos espacios para el turismo cultural, de aventura, de entretenimiento, de relajación, etc. Hay un panorama extenso para todos los ojos.
| RECURSO TURÍSTICO           | CARACTERÍSTICAS | IMAGEN PRINCIPAL | IMÁGENES 1 | IMÁGENES 2 |
| --------------------------- | --- | ---------------- | ---------- | ---------- |
| CATARATA VELO DE PLATA      | Una catarata de singular belleza que se encuentra ubicada a 35 km al sur de la ciudad de Uchiza, con una altitud de 1400 m s.n.m. exótica y excepcional por su flora, fauna y, caprichosas caídas que deslumbran al visitante. Cuenta con varias posas de aguas cristalinas ideales para la práctica de natación, lugar recomendado para la observación de aves y el turismo de aventura. Es uno de los principales recursos turísticos del distrito de Uchiza y la región San Martín. Se encuentra en el centro poblado de Tingo de Uchiza; tiene una altura de 400 m aproximadamente en sus dos saltos de agua. Sus bosques son hábitat del "Gallito de las rocas" y el endémico "Mono choro de cola amarilla" que se encuentra en proceso de extinción. Fuente: UCHIZA, MARAVILLAS NATURALES. Josué López Cumapa Centro de investigaciones "EXPLORA UCHIZA" A.C. |                  |            |            |
| CATARATA OTORONGO           | Catarata de aguas cristalinas que emerge de las montañas del caserío de San Andrés. Tiene una altura de 80m. Se encuentra ubicada a 2 horas desde el caserío de San Andrés, siguiendo el curso del río Tomás. Forma parte de la cadena de montañas de la zona Sur Oeste de Uchiza. Fuente: UCHIZA, MARAVILLAS NATURALES. Josué López Cumapa Centro de investigaciones "EXPLORA UCHIZA" A.C. |                  |            |            |
| CATARATA SALTO DEL COTOMONO | Una de las cataratas más bellas que tiene Uchiza. Cuenta con un salto de agua de 90m y al llegar al suelo forma una hermosa piscina natural, la más grande de todas. El río que forma esta catarata es el HUAYNABE. Se ubica a cuatro horas de caminata desde el caserío de Cahuide, pasando por la comunidad de selva verde. Fuente: UCHIZA, MARAVILLAS NATURALES. Josué López Cumapa Centro de investigaciones "EXPLORA UCHIZA" A.C. Imágenes: Dante Ulloa P. |                  |            |            |
| CASCADA GARGANTA DE LORO    | Esta cascada mide 12m de alto. Lo que la hace diferente a las demás es la forma caprichosa de las paredes rocosas que son como cuevas donde el visitante se ubica para observar el paisaje. Se encuentra en la misma ruta de la catarata SALTO DEL COTOMONO (a 10 minutos del lugar) Fuente: UCHIZA, MARAVILLAS NATURALES. Josué López Cumapa Centro de investigaciones "EXPLORA UCHIZA" A.C. Imágenes: Dante Ulloa P. |                  |            |            |
| CATARATA EL PAREDÓN         | Catarata de 110m de alto que emerge imponente en medio de las paredes de roca y del bosque virgen. Se caracteriza por mostrar una caída vertical cuyas aguas chocan sobre una roca grande que cubre la base de la catarata. La selva y el Río sirven de cobijo a varias especies de aves, mamíferos, reptiles, anfibios y peces, además de las innumerables formas de invertebrados. Se ubica en el centro poblado de Shapaja, a 4 horas con 30 minutos de caminata siguiendo el curso del río Cachiyacu de Santa Ana. Forma parte de la zona de amortiguamiento del parque nacional “Cordillera azul”. Fuente: UCHIZA, MARAVILLAS NATURALES. Josué López Cumapa Centro de investigaciones "EXPLORA UCHIZA" A.C. |                  |            |            |
| CATARATA BÉLGICA            | Catarata “BÉLGICA” única en su género por presentar jardines en dos niveles. Mide 120 m de altura.Ubicado en el fundo “G.J.G” del río Cachiyacu de Santa Ana. Forma parte de la zona de amortiguamiento del parque nacional “Cordillera azul”. Fuente: UCHIZA, MARAVILLAS NATURALES. Josué López Cumapa Centro de investigaciones "EXPLORA UCHIZA" A.C. |                  |            |            |
| CASCADA GUACAMAYO           | La cascada “GUACAMAYO” deslumbra con su singular caída entre lajas de granito produciendo un estruendoso sonido y al mismo tiempo forma una piscina natural ideal para natación. Mide 40m de alto. Se ubica en el centro poblado de Shapaja, a 4 horas con 30 minutos de caminata siguiendo el curso del río Cachiyacu de Santa Ana. Fuente: UCHIZA, MARAVILLAS NATURALES. Josué López Cumapa Centro de investigaciones "EXPLORA UCHIZA" A.C. |                  |            |            |
| CASCADA AGUA DULCE          | Hermosa cascada de agua dulce que discurre sobre rocas a manera de plataformas en medio de la espesura de la selva. Es afluente del río Cachiyacu, mide 35 m de altura. Se ubica en el centro poblado de Shapaja, a 3 horas con 20 minutos de caminata siguiendo el curso del río Cachiyacu de Santa Ana. Forma parte de la zona de amortiguamiento del parque nacional “Cordillera azul”. Fuente: UCHIZA, MARAVILLAS NATURALES. Josué López Cumapa Centro de investigaciones "EXPLORA UCHIZA" A.C. |                  |            |            |
| CASCADA CORTINA DE UCHIZA   | Una maravilla natural cuyas aguas descienden desde una plataforma de piedra y se dispersan cual cortina de agua para luego depositarse en una extensa piscina natural. En el interior se encuentra un pasadizo natural donde se puede pasar sin mojarse. Mide 7 m. de alto por 40m de ancho. Se encuentra ubicado en el centro poblado de Shapaja, a 4 horas de caminata siguiendo el curso del río Cachiyacu de Santa Ana. Forma parte de la zona de amortiguamiento del Parque Nacional “Cordillera azul”. Fuente: UCHIZA, MARAVILLAS NATURALES. Josué López Cumapa Centro de investigaciones "EXPLORA UCHIZA" A.C. Imágenes: Dante Ulloa P. |                  |            |            |
| CASCADA NATIVA SHICSHI      | Hermosas chorreras de agua que discurren entre las rocas formando caídas simultáneas. Se ubica a 2 horas de caminata desde el centro poblado de Shapaja siguiendo el curso del río Cachiyacu de Santa Ana. Forma parte de la zona de amortiguamiento del parque nacional “Cordillera azul”. Fuente: UCHIZA, MARAVILLAS NATURALES. Josué López Cumapa Centro de investigaciones "EXPLORA UCHIZA" A.C. Imágenes: Dante Ulloa P. |                  |            |            |
| CASCADA ESCALERA            | Una de las magníficas expresiones de la naturaleza que conjuga agua salada con rocas que forman un encañado donde el visitante puede caminar en sus orillas, subir escalones como si fuera una escalinata. Se encuentra ubicado en el centro poblado de Shapaja, a 2 horas con 40 m. de caminata siguiendo el curso del río Cachiyacu de Santa Ana. Fuente: UCHIZA, MARAVILLAS NATURALES. Josué López Cumapa Centro de investigaciones "EXPLORA UCHIZA" A.C. Imágenes: Dante Ulloa P. |                  |            |            |
| CASCADA CAÑÓN DORADO        | Un lugar donde el agua hizo su obra de arte al erosionar la roca y profundizarse formando meandros caprichosos.Se encuentra ubicada a 4 horas del centro poblado de Santa Rosa de Shapaja en el río Cachiyacu. Fuente: UCHIZA, MARAVILLAS NATURALES. Josué López Cumapa Centro de investigaciones "EXPLORA UCHIZA" A.C. Imágenes: Dante Ulloa P. |                  |            |            |
| PETROGLIFOS DE CHONTAYACU   | Centro ceremonial de antiguos uchicinos. Los petroglifos de Uchiza representan el arte de los antiguos uchicinos expresado en piedras con diversas figuras en bajo relieve. El arqueólogo Federico Kauffmann Doig, en su primera visita, a los petroglifos de Chontayacu, auspiciada por la municipalidad de Uchiza manifestó: “Se trata de un gran santuario religioso de los antiguos pobladores de estas tierras; son muestras evidentes de arte en relieve donde han quedado plasmados símbolos y diseños vinculados al pensamiento mágico religioso de tiempos inmemoriales; se deben profundizar las investigaciones y el cuidado sobre este importante legado arqueológico; felicito y apoyo a las autoridades en la puesta en valor de tan valioso vestigio”. Fuente: Uchiza, historia de su fundación.                                                     |                  |            |            |
|                             | |                  |            |            |

## Calendario turístico
| Fecha                 | Notas                                                                                   | Nombre                                    |
| --------------------- | --------------------------------------------------------------------------------------- | ----------------------------------------- |
| 1 de enero            | Festividad internacional.                                                               | Año Nuevo                                 |
| 6 de enero            | Festividad católica. Día de Reyes.                                                      | Epifanía del Señor                        |
| Febrero               | Sincretismo cultural de Uchiza.                                                         | Carnaval del Shollento                    |
| Marzo o abril         | Festividad cristiana en el cerro Campana.                                               | Viernes Santo                             |
| 1 de mayo             | Festividad internacional.                                                               | Fiesta del Trabajo                        |
| 24 de junio           | Festividad cristiana.                                                                   | Fiesta de San Juan                        |
| 28 de julio           | Festividad nacional.                                                                    | Día de la patria                          |
| Del 27 al 6 de agosto | Fiesta del pueblo.                                                                      | Fiesta patronal Santo Domingo de Guzmán   |
| 4 de agosto           | Fundación española - franciscana 1791.                                                  | Día de la fundación de Uchiza             |
| 21 de octubre         | Creación política - distrito 1912.                                                      | Aniversario de creación política          |
| 1 de noviembre        | Festividad católica.                                                                    | Día de Todos los Santos                   |
| 23 al 27 de noviembre | Festival local con el apoyo del Equipo Primatológico de Loreto EPL y Explora Uchiza.    | Festival del Mono Choro de Cola Amarilla. |
| 25 de diciembre       | Festividad cristiana. Día de Navidad, conmemoración del nacimiento de Jesús de Nazaret. | Natividad del Señor                       |

## Visitas importantes a Uchiza
Reportaje al Perú  estuvo en Uchiza, desde el 14 al 18 de noviembre de 2015 para registrar las bondades y potencialidades turísticas y culturales de esta parte del Perú.
Manolo Del Castillo y su equipo de grabación, quedaron encantados de los recursos turísticos que brinda Uchiza.

### Porque el Perú se redescubre caminando
Reportaje al Perú es un programa de turismo y aventura con más de 15 años en el aire. Manolo del Castillo, su intrépido conductor, recorre cada una de las regiones para mostrar de manera entretenida y amena la variedad de recursos turísticos que tiene nuestro país. Para ello, explora nuevas rutas y hace de cada capítulo una aventura que invita al televidente a ser parte de cada viaje.
Es el único programa en su género de la televisión de señal abierta y fue el primer espacio realizado en alta definición que inauguró (el 30 de marzo de 2010) la nueva era de la televisión HD de señal abierta en el Perú.
Reportaje al Perú presenta cada domingo a las 6:00 p. m. un episodio de estreno desde algún lugar de nuestro país. Y cada jueves a las 10:00 p. m. usted podrá disfrutar nuevamente de las aventuras de Manolo en sus viajes por el Perú.
En estos 15 años, todavía nos falta mucho por conocer, por explorar por descubrir y por compartir con todos los televidentes.
Fuente: REPORTAJE AL PERÚ http://www.tvperu.gob.pe/programas/reportaje-al-peru

Catarata el Paredón
Cascada Cortina.
https://www.youtube.com/watch?v=I46fWlm21rE